# Malarytski Rajon
Malarytski Rajon (vitryska: Маларыцкі Раён, ryska: Малоритский район) är ett distrikt i Belarus.   Det ligger i voblasten Brests voblast, i den västra delen av landet, 300 km sydväst om huvudstaden Minsk.